# Keflavík
Keflavík je grad u regiji Reykjanes na jugozapadnom Islandu. Prema podatku iz 2009. grad je imao 8.169 stanovnika.
Gradska prava Keflavík je dobio 22. ožujka 1949. godine.

## Povijest
Osnovan je u 16. stoljeću, a za njegov razvoj zalužno je ribarstvo i industrija prerade ribe. Njegov razvoj je nastavljen izgradnjom zračne luke tijekom 1940. od strane SAD. To je sada glavno islandsko prometno čvorište, dok je ranije bila značajna vojna baza NATO-a. Također je bila važna tijekom Drugog svjetskog rata i hladnog rata. Nakon raspada SSSR-a značaj baze je doveden u pitanje. Tek 30. rujna 2006. baza je i službeno zatvorena kada su SAD povukle preostalih 30 osoba.

## Vanjske poveznice
- Službene stranice

|  | Zajednički poslužitelj ima još gradiva o temi Keflavík |